# Ciudad Valles

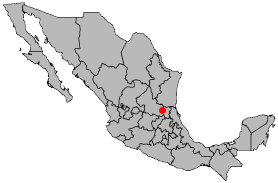
Stadens läge i Mexiko

Ciudad Valles är en stad i östra Mexiko och är belägen i delstaten San Luis Potosí. Staden har 119 223 invånare (2007), med totalt 160 895 invånare (2007) i hela kommunen på en yta av 2 397 km².